# Zavijava
Beta Virginis (β Vir, β Virginis), conosciuta anche con il nome di Zavijava (anche Zavijah) o Alaraph, è una stella della sequenza principale di magnitudine apparente +3,61, che si trova a circa 36 anni luce dal Sistema solare, nella costellazione della Vergine. Nonostante le sia stata attribuita la lettera beta dell'alfabeto greco è solamente la quinta in ordine di luminosità tra le stelle della costellazione della Vergine.
Vista la sua vicinanza con l'eclittica, la stella può talvolta essere occultata dalla Luna o dai pianeti.

## Osservazione
Si tratta di una stella situata nell'emisfero celeste boreale, ma molto in prossimità dell'equatore celeste, dal quale dista meno di 2°; ciò comporta che possa essere osservata da tutte le regioni abitate della Terra senza alcuna difficoltà. La sua magnitudine è pari a 3,61; conseguentemente, la si può osservare anche dai piccoli centri urbani senza difficoltà, sebbene un cielo non eccessivamente inquinato sia maggiormente indicato per la sua individuazione.
Il periodo migliore per la sua osservazione nel cielo serale ricade durante i mesi della primavera boreale, che corrispondono alla stagione autunnale nell'emisfero australe. Il periodo di visibilità rimane indicativamente lo stesso, grazie alla posizione della stella in prossimità all'equatore celeste.

## Caratteristiche fisiche
Beta Virginis è una stella bianco-gialla di tipo spettrale F9V; è un poco più massiccia del Sole, del 32%, ha il 165% del suo raggio ed è 3,5 volte più luminosa.
Ha molte caratteristiche in comune con il Sole, dall'età, stimata sui 3-4 miliardi di anni, al suo periodo di rotazione, di circa 28 giorni, ed è anche più ricca di metalli, ha un quantitativo di ferro maggiore del 30% rispetto al Sole.
Per questi motivi la stella è stata inserita come obiettivo nel programma del Terrestrial Planet Finder, nella ricerca di pianeti extrasolari orbitanti attorno ad essa.